# Тоар
Тоа́р (фр. Thoard, окс. Toard) — коммуна во Франции, находится в регионе Прованс — Альпы — Лазурный Берег. Департамент коммуны — Альпы Верхнего Прованса. Входит в состав кантона Западный Динь-ле-Бен. Округ коммуны — Динь-ле-Бен.
Код INSEE коммуны — 04217.

## Население
Население коммуны на 2008 год составляло 723 человека.
| 1962 | 1968 | 1975 | 1982 | 1990 | 1999 | 2008 |
| ---- | ---- | ---- | ---- | ---- | ---- | ---- |
| 314  | 395  | 423  | 487  | 564  | 646  | 723  |

## Экономика
В 2007 году среди 415 человек в трудоспособном возрасте (15—64 лет) 292 были экономически активными, 123 — неактивными (показатель активности — 70,4 %, в 1999 году было 71,3 %). Из 292 активных работали 257 человек (131 человек и 126 женщин), безработных было 35 (14 мужчин и 21 женщина). Среди 123 неактивных 47 человек были учениками или студентами, 43 — пенсионерами, 33 были неактивными по другим причинам.

## Достопримечательности
- Замок Бюисьер (XVII век).
- Замок Бокуз (XVII век).
- Фонтан с мордами животных (XIV век).
- Приходская церковь Сен-Блез (XIII век).
- Алтарь Св. Блеза, сделан в 1677 году из позолоченного дерева.
- Музей меди. История медных музыкальных инструментов с древнейших времён до наших дней.